# АЧО
АЧО (или АЧ0) (автомотриса чехословацкая, опытное (или нулевое) исполнение; заводской тип 20M0) — четырёхосная автомотриса, производившаяся на заводе Škoda (город Пльзень, Чехословацкая Социалистическая Республика).

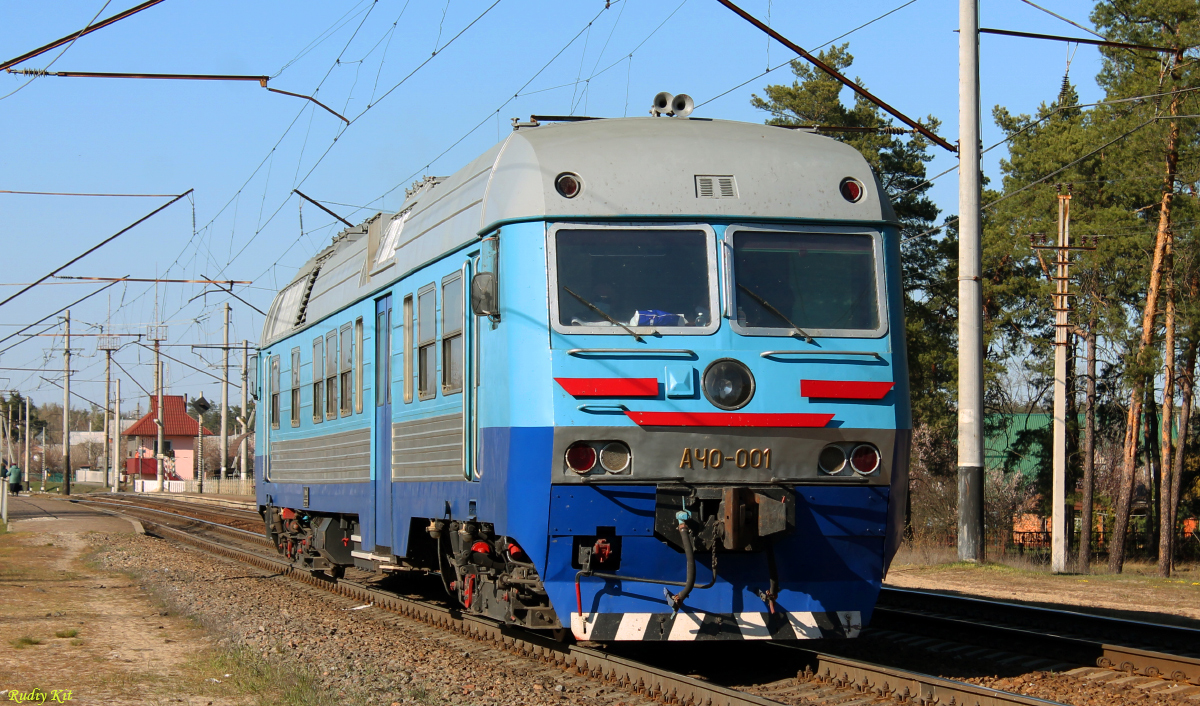
АЧО-001 в Полтавской области.
Вид на левый борт

## История создания и выпуска
После постройки Рижским вагоностроительным заводом в 1969 году двух автомотрис АР1, предназначенных для пригородных и местных перевозок, несколько последующих лет никаких машин этой категории на железные дороги СССР не поступало. В конце 1977 года предприятием Škoda были построены три автомотрисы АЧО (производство последней из них официально завершено 3 января 1978 года).
| Сведения о постройке автомотрис АЧО | Сведения о постройке автомотрис АЧО | Сведения о постройке автомотрис АЧО |
| Порядковый номер                    | Заводской номер                     | Дата окончания производства         |
| ----------------------------------- | ----------------------------------- | ----------------------------------- |
| 001                                 | 6454                                | 21.12.1977                          |
| 002                                 | 6455                                | 23.12.1977                          |
| 003                                 | 6453                                | 03.01.1978                          |

При проектировании этой автомотрисы конструкторы стремились максимально использовать узлы и оборудование, применяемые на дизель-поездах ДР1А, и в то же время внедрить новые технические решения (например, электрическую передачу с групповым приводом ведущих осей, широкое применение электронных узлов в цепях управления).
В апреле 1978 года АЧО-001 проходила испытания в Чехословакии, в октябре — на экспериментальном кольце ВНИИЖТ в Щербинке.

## Общие сведения

### Составность
Автомотриса имеет одновагонное исполнение. Однако электрическая схема допускала возможность работы автомотрис по системе многих единиц. Управление могло быть как автоматическим, так и ручным. Кроме того, была предусмотрена возможность совместной работы с обычным прицепным пассажирским вагоном с электрическим отоплением.

### Технические характеристики
Основные параметры автомотрисы:
- осевая формула — 2-20 (UIC 2'B');
- габарит (по ГОСТ 9238—73) — 0-Т;
- длина по осям автосцепок — 27 220 мм;
- ширина колеи — 1520 мм;
- ширина (по гофрам кузова) — 3100 мм;
- высота — 4670 мм;
- высота пола — 1100 мм;
- жёсткая база — 18 400 мм;
- колёсная база тележек — 2700 мм;
- масса тары — 62 т;
- номинальная мощность по дизелю — 552 кВт (750 л. с.)[к 1][к 3];
- длительная мощность ТЭД — 600 кВт;
- мощность тормозных резисторов — 600 кВт;
- передаточное число осевых редукторов — 3,047;
- конструкционная скорость — 120 км/ч;
- максимальное ускорение при разгоне с места — 0,8 м/с2;
- число дверей — 2×1;
- число мест для сидения — 64.

## Конструкция

### Механическая часть

#### Кузов
Кузов автомотрисы цельнометаллический, сварной конструкции. Он имеет раму, на которой установлен дизель. По концам кузова расположены кабины машиниста, что позволяет не прибегать к повороту на конечных пунктах. Дизель расположен в машинном помещении, отделённом от одной из кабин служебным тамбуром (далее по тексту эта кабина и тележка под ней именуются передними); над машинным помещением находится возвышение крыши. После задней кабины и её служебного тамбура оборудованы два пассажирских салона, отделённых друг от друга тамбуром, позволяющим осуществлять посадку и высадку пассажиров с обеих сторон. Тамбуры оснащены двустворчатыми дверями с окнами и имеют комбинированные выходы на низкие и высокие платформы. Для входа и выхода локомотивной бригады за боковыми окнами кабины имеются одностворчатые двери с замками, открываемые поворотом внутрь.
Автомотриса оснащена со стороны каждой кабины автосцепками СА-3 для возможности сцепления с другим подвижным составом.
Лобовые маски кабин имеют форму клина в виде двух сходящихся под углом наклонных плоскостей. Ниже линии схождения плоскостей лобовой части каждой кабины расположены два блока буферных фонарей. В каждом таком блоке установлены два буферных фонаря круглой формы (белого и красного цвета) таким образом, что красные фонари расположены ближе к бортам вагона. Прожектор круглой формы расположен под двумя лобовыми стёклами кабины выше линии схождения плоскостей. Над лобовыми стёклами по углам расположены верхние красные фонари.
Боковые стенки вагонов гладкие в области кабины и гофрированные в области салона и машинного помещения. Каждая кабина машиниста имеет с каждого борта по одному прямоугольному окну. Остальные окна в корпусе расположены следующим образом. По левому борту имеются два широких окна машинного помещения с увеличенным промежутком между ними; далее, перед пассажирским тамбуром, имеются окна большого пассажирского салона (три широких и одно узкое), а за ним, перед входом в противоположную кабину — окна малого пассажирского салона (одно узкое и два широких). По правому борту узкое окно малого пассажирского салона отсутствует, а остальные окна расположены симметрично окнам левого (относительно продольной оси автомотрисы).

#### Тележки
Обе двухосные тележки выполнены по типу тележек дизель-поездов ДР1А. Однако, в отличие от тележек дизель-поезда ДР1А, в данном случае колёса имеют бандажи, оси выполнены полыми, а вместо дисковых тормозов применены колодочные (нажатие тормозных колодок двустороннее, тормозные колодки выполнены секционными). Управление колодочными тормозами электропневматическое.
Приводной тележкой является задняя. Такое расположение позволяет более равномерно распределить вес между колёсными парами. Для передачи вращающего момента от карданного вала на приводной тележке установлены зубчатые осевые редукторы, имеющие конические и цилиндрические колеса.

### Силовая установка
Силовая установка автомотрисы представляет собой дизель-генераторную установку (ДГУ), состоящую из дизеля 211Д-2 (6ЧН21/21) и тягового агрегата.
Дизели 211Д-2 для автомотрис изготовлены комбинатом SKL (ГДР) по технической документации Балаковского машиностроительного завода им. Ф. Э. Дзержинского (этот тип также применялся на тепловозах ТГМ4 и ТГМ4А). Предполагалось, что в дальнейшем будут устанавливаться дизели мощностью 1000 л. с. (как на дизель-поездах ДР1А). Для охлаждения воды дизеля предусмотрено охлаждающее устройство потолочного типа. Для охлаждения масла предназначен водомасляный теплообменник. На случай необходимости поддержания заданной температуры оборудования при отстое автомотрисы в холодное время года были предусмотрены электронагреватели, работающие от внешних источников напряжением 3×380 В. Они установлены в водяных коллекторах охлаждающего устройства.
Тяговый агрегат имеет единый корпус, в котором размещены тяговый генератор постоянного тока и синхронный вспомогательный генератор.
Тяговый генератор типа A4537/6 имеет независимое возбуждение. Длительная мощность генератора 646 кВт (ток 950 А при напряжении 680 В) при скорости вращения якоря 1500 об/мин. В его конструкции имелась пусковая обмотка для пуска дизеля.
Синхронный вспомогательный генератор типа 1H4732/12 имел две обмотки (низкого и высокого напряжения). Первая обмотка использовалась для собственных нужд автомотрисы, вторая для питания цепей отопления прицепного вагона (при его наличии). Генератор имеет мощность 30 кВт (напряжение 3×89 В при токе 195 А) для обмотки низкого напряжения и 65 кВт (3×2200 В при 16 А) для обмотки высокого напряжения.

### Электрооборудование
Передача от дизеля к движущим колесным парам электрическая: дизель приводит во вращение якорь тягового генератора, а генератор питает постоянным током тяговый электродвигатель типа AL4244m0, который установлен под кузовом вагона около задней тележки так, что его вал располагается вдоль продольной оси вагона. Электродвигатель связан с движущими колесными парами карданным валом через осевые редукторы. ТЭД типа AL4244m0 последовательного возбуждения имеет длительную мощность 600 кВт (напряжение 700 В при токе 915 А) при скорости вращения якоря 1110 об/мин. Максимальная скорость вращения якоря 2000 об/мин. В схеме управления имелись две ступени ослабления поля ТЭД, что было реализовано для более полного использования мощности дизель-генераторной установки на высоких скоростях. Изменение направления вращения якоря ТЭД осуществлялось при помощи реверсора.
Отвод тепла от тягового генератора осуществлялся самовентиляцией, а от ТЭД — отдельным вентилятором с приводом от электродвигателя постоянного тока типа SM1324 мощностью 3,6 кВт.
В электрооборудовании автомотрисы применена электронная бесконтактная система регулирования возбуждения тягового и вспомогательного генераторов в тяговом и тормозном режимах. Питание на обмотку возбуждения тягового генератора подавалось через тиристорный выпрямитель, управляемый электронным регулятором. На случай выхода из строя этого регулятора и/или выпрямителя было предусмотрено ручное управление током возбуждения главного генератора (при помощи переключателей на пультах управления).
На автомотрисе ставилась щелочная никель-кадмиевая аккумуляторная батарея (АКБ) типа NKS150, схожая с батареей маневрового тепловоза ЧМЭ3, но имеющая увеличенное с 75 до 80 количество элементов (16 секций), а также дополнительные выводы для питания цепей с напряжением 24 В и 50 В при напряжении на выходе АКБ 110 В. Ёмкость АКБ составляла 150 А•ч. АКБ размещалась в специальном ящике, подвешенном к раме автомотрисы.
Зарядка АКБ, а также питание цепей управления и освещения осуществляются через выпрямитель от низковольтной обмотки вспомогательного генератора. Отдельные электрические цепи были с напряжением питания 24 В и 50 В. Для получения необходимых величин у них имелись свои трансформаторы и выпрямители.
Отопление салона электрическое. Такое решение позволяло подключать к цепям автомотрисы систему отоплления вагона с напряжением 3000 В мощностью до 60 кВт. Для межвагонных электрических соединений на лобовых частях кабин были установлены высоковольтные соединители.
Для обеспечения реостатного торможения на вагоне установлены резисторы общей мощностью 600 кВт. Они имели принудительное охлаждение, причём электродвигатель тормозного резистора подключен параллельно части самого резистора, благодаря чему интенсивность охлаждения зависит от выделяемой в резисторе мощности. Для привода вентиляторов установлены электродвигатели постоянного тока типа 8A2135/4 мощностью 17 кВт. При работе в генераторном режиме для возбуждения ТЭД использовался тяговый генератор, а пусковая обмотка тягового генератора использовалась как противокомпаундная (для стабилизации выходного напряжения). Кроме того, тормозные резисторы могли использоваться для нагружения ДГУ при настройке и контроле её мощности.
Схема управления тягой снабжена противобоксовочным устройством. Оно получает сигналы от датчиков приводных и поддерживающих колёсных пар и служит для предотвращения боксования приводных колёсных пар.
В схеме автомотрисы имеются специальные электрические соединители, одна часть из которых (розетка) позволяет подключать её ТЭД к внешним источникам питания напряжением 100 В и силой тока до 200 А (например, при маневровых работах в депо с заглушенной ДГУ), а другая часть служит для подключения внешних диагностических устройств.

### Тормозное и пневматическое оборудование
Автомотриса имеет следующие виды тормозов: пневматический (автоматический), электропневматический, электрический реостатный (вспомогательный) и механический ручной. В конструкции тормозной системы применены некоторые узлы советского производства.
Для предотвращения скольжения колёсных пар при пневматическом торможении на трёх из них установлены электропневматические противоюзные устройства с датчиками DAKO.
Компрессор, запитывающий пневматические устройства, установлен в машинном помещении и имеет привод через редуктор от коленчатого вала дизеля.

### Интерьер
За передней кабиной машиниста расположено машинное помещение, отделённое от кабины служебным тамбуром увеличенного размера. С другой стороны от машинного помещения оборудован большой пассажирский салон, отделённый от него двойными дверями с шумопоглощающим покрытием. Далее расположен тамбур с автоматическими дверями для входа и выхода пассажиров. С другой стороны пассажирского тамбура расположен малый пассажирский салон, отделённый от задней кабины машиниста малым служебным тамбуром. В малом салоне со стороны тамбура оборудовался санузел, примыкающий к пассажирскому тамбуру и правому борту; вход в санузел располагался в тамбуре.
В заводском (пассажирском) исполнении автомотрисы имели 64 места для сидения, которые представляют собой трёхрядные и двухрядные диваны, расположенные по схеме 3+2 по бокам от центрального прохода лицом вдоль бортов. При этом по правому борту устанавливались только двухрядные диваны, по левому — преимущественно трёхрядные (исключение составляли двухрядные диваны у перегородок пассажирского тамбура). Диваны у тамбуров, машинного помещения и диван у единственного санузла были односторонними, остальные — двусторонними (для размещения пассажиров спиной друг к другу). В большом (переднем) салоне имелось 39 места, в малом (заднем) — соответственно 25.
Отопление салонов при работающем двигателе осуществлялось от выделяемого им тепла, а при отстое — от электронагревателей, получающих энергию от внешнего источника напряжением 3×380 В. Салоны оснащались системой принудительной вентиляции. Внешние двери пассажирского тамбура (двустворчатые, с окном на каждой створке) имели пневматический привод с управлением из кабин машиниста.
Позже автомотрисы (по крайней мере, с номерами 001 и 003) были переоборудованы под служебное использование. Например, в АЧО-001 большой салон стал использоваться в качестве кухни и салона для приёма пищи, а между малым салоном, служебным тамбуром и кабиной машиниста ликвидированы двери, а в малом салоне были установлены другие сиденья; в АЧО-003 были оборудованы спальные места и проведены другие изменения.

## Управление
Режим работы ДГУ задавался с пульта машиниста любой из кабин. Реверсивный вал контроллера мог быть установлен в одно из четырёх положений: нейтральное (при котором можно было снять реверсивную рукоятку), «Вперёд», «Д» (пуск дизеля) и «Назад». Главный вал контроллера имел 10 позиций: одну для холостого хода и девять рабочих позиций. В этой системе ДГУ могла работать на холостом ходу и восьми уровнях мощности. Первая позиция соответствовала режиму холостого хода, далее (начиная со второй) идёт увеличение мощности; при этом на последней позиции задаётся та же мощность, что и на предпоследней, но в этом случае отключается отопление прицепного вагона (что использовалось для увеличения мощности, отдаваемой на тягу).
Режим работы электрического тормоза задавался отдельным (тормозным) контроллером. Рукоятка этого контроллера имеет три положения: «Отпуск», «Перекрыша» и «Торможение». При переводе рукоятки в положение «Торможение» плавно возрастала тормозная сила, при переводе в положение «Перекрыша» тормозная сила удерживалась электронным регулятором на постоянном значении. Положение «Отпуск» применялось при отпуске тормозов.

## Эксплуатация
В марте 1979 года все три автомотрисы поступили в депо Бологое Октябрьской железной дороги. В июле 1981 года автомотрисы с номерами 001 и 003 были переданы на Украину (АЧО-001 на Южную железную дорогу в депо «Октябрь» (в Харькове), АЧО-003 на Львовскую железную дорогу в депо Львов-Запад), где стали использоваться в качестве служебных автомотрис начальников дороги. В сентябре 1990 года АЧО-001 передана в депо Полтава. В начале 2009 года АЧО-003 передана в депо Тернополь в нерабочем состоянии. По состоянию на 2022 год АЧО-001 находится в служебной эксплуатации АО «Укрзализныця» (УЗ); АЧО-003 выведена из эксплуатации.

## Транспортные происшествия
В 1989 году на автомотрисе АЧО-002 приписки Октябрьской железной дороги произошёл пожар, в результате которого автомотриса сильно пострадала и была списана.